# Trompa natural

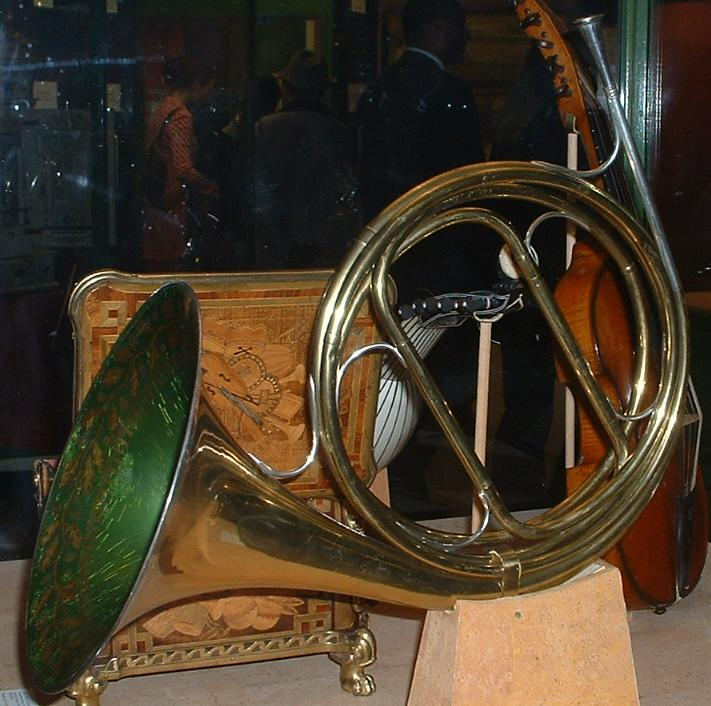
Trompa natural en el Victoria and Albert Museum de Londres (Reino Unido).

La trompa natural o trompa de caza es un instrumento de viento-metal antecesor de la trompa moderna, de la que se diferencia por su carencia de válvulas. Está compuesta por una boquilla, un tubo largo arrollado y una campana ancha. Fue usado ampliamente hasta la aparición de la trompa moderna en el siglo XIX.
Las diferentes notas se pueden obtener por varias técnicas. Una de ellas es la modulación de la presión del labio, como ocurre con los instrumentos de viento-metal modernos, para obtener las notas de la serie armónica. Otra de las técnicas es cambiar la longitud del instrumento mediante bombas intercambiables. Este proceso es muy lento y debido a ello muchas composiciones se vieron frustradas antes de la llegada de la trompa de llaves o teclas moderna. Otra técnica es el cambio de la posición de la mano en el interior de la campana.

## Obras y compositores destacados
Las composiciones anteriores a la creación de la trompa moderna en el siglo XIX para trompa eran para trompa natural. En ellas se incluyen importantes contribuciones de compositores como Händel, Mozart, Beethoven, Telemann, Weber y muchos otros. Otros fueron más ambiguos, como por ejemplo Brahms, que escribió sin duda gran parte de sus grandes obras después de este tiempo, pero no especifica si la partitura debe ser interpretada por una trompa de llaves o una natural. A finales del siglo XIX y comienzos del siglo XX casi toda la música fue escrita para la trompa de llaves moderna.
Uno de los compositores destacados que compuso partituras para trompa natural fue Louis François Dauprat. Destacan sus obras Tres melodías para trompa, Op.25, Tableau Musical, Op.5, Sonata Op.2 y Dúo Op.7.
También Johann Sebastian Bach compuso diferentes obras para trompa natural.